# Sheldon van der Linde
Ne pas confondre avec Kelvin van der Linde, son frère, également pilote automobile.
Sheldon van der Linde, né le 13 mai 1999 à Johannesbourg en Afrique du Sud, est un pilote automobile sud-africain. Il participe à des épreuves d'endurance aux mains de voitures de Grand tourisme dans des championnats tels que le WeatherTech SportsCar Championship, le Deutsche Tourenwagen Masters, le GT World Challenge Europe Endurance Cup, l'Intercontinental GT Challenge et l'ADAC GT Masters.
Il est le frère de Kelvin van der Linde.

## Palmarès

### Résultats aux24 Heures de Daytona
| Année | Écurie                          | Copilotes                                            | Voiture     | Classe  | Tours | Pos. | Class Pos. |
| ----- | ------------------------------- | ---------------------------------------------------- | ----------- | ------- | ----- | ---- | ---------- |
| 2018  | Montaplast avec Land Motorsport | Kelvin van der Linde Christopher Mies Jeffrey chmidt | Audi R8 LMS | GTD     | 749   | 27e  | 7e         |
| 2022  | BMW Team RLL                    | Philipp Eng Marco Wittmann Nick Yelloly              | BMW M4 GT3  | GTD Pro | 665   | 40e  | 9e         |

### Résultats enWeatherTech SportsCar Championship
| Année | Écurie                          | Voiture     | Moteur                                  | Classe  | 1     | 2     | 3   | 4   | 5      | 6     | 7   | 8   | 9   | 10  | 11    | 12    | Pos. | Points |      |
| ----- | ------------------------------- | ----------- | --------------------------------------- | ------- | ----- | ----- | --- | --- | ------ | ----- | --- | --- | --- | --- | ----- | ----- | ---- | ------ | ---- |
| 2017  | Montaplast avec Land Motorsport | Audi R8 LMS | Audi 5,2 L V10 Atmo                     | GTD     | DAY   | SEB   | LBH | AUS | BEL    | WGL   | MOS | LIM | ELK | VIR | LGA   | ATL 1 |      | 52e    | 36   |
| 2018  | Montaplast avec Land Motorsport | Audi R8 LMS | Audi 5,2 L V10 Atmo                     | GTD     | DAY 7 | SEB 4 | MOH | BEL | WGL 12 | MOS 4 | LIM | ELK | VIR | LGA | ATL 6 |       |      | 22e    | 96   |
| 2022  | BMW Team RLL                    | BMW M4 GT3  | BMW S58B30T0 3,0 L i6 M TwinPower Turbo | GTD Pro | DAY   | DAY   | SEB | LBH | LGA    | MOH   | BEL | WGL | MOS | LIM | ELK   | VIR   | ATL  | 238*   | 27e* |
| 2022  | BMW Team RLL                    | BMW M4 GT3  | BMW S58B30T0 3,0 L i6 M TwinPower Turbo | GTD Pro | Q 13  | R 9   | SEB | LBH | LGA    | MOH   | BEL | WGL | MOS | LIM | ELK   | VIR   | ATL  | 238*   | 27e* |

* Saison en cours.

### 12 Heures de Bathurst
| Année | Équipe   | Coéquipiers                   | Voiture    | Catégorie | Tours | Pos. | Class Pos. |
| ----- | -------- | ----------------------------- | ---------- | --------- | ----- | ---- | ---------- |
| 2024  | Team WRT | Dries Vanthoor Charles Weerts | BMW M4 GT3 | A-PRO     | 120   | DNF  |            |
| 2023  | Team WRT | Dries Vanthoor Charles Weerts | BMW M4 GT3 | A-PRO     | 323   | 4e   | 4e         |